# Oehoe
De oehoe (Bubo bubo) is een van de grootste uilen ter wereld, en vermoedelijk de op een na grootste uilensoort na de Blakistons visuil. De wetenschappelijke naam van de soort werd als Strix bubo in 1758 gepubliceerd door Carl Linnaeus. De vogel heeft zijn naam te danken aan zijn roep. Vooral in de late winter laat het mannetje zijn imposante "oehoe"-roep horen.

## Uiterlijke kenmerken

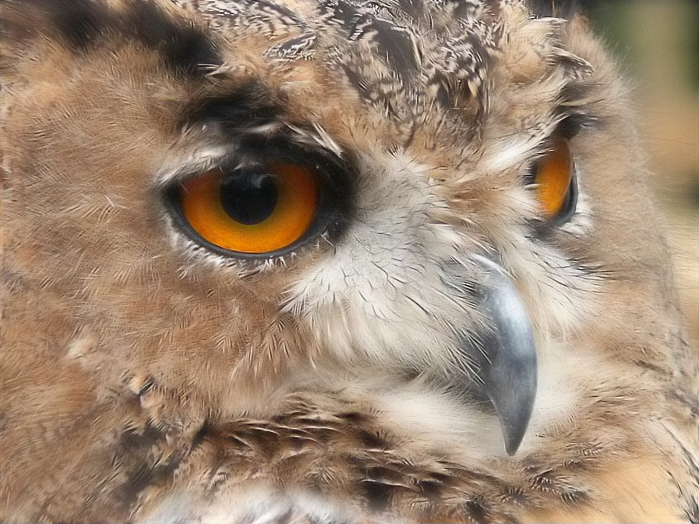
Detail van de kop van een oehoe

Deze uil is 60 tot 75 cm lang en heeft een spanwijdte van 160–188 cm. Er zijn verschillen, maar ook overlap, in lichaamsgrootte tussen de beide seksen. Mannetjes wegen 1,5 tot 2,8 kilogram, vrouwtjes zijn forser en zwaarder in de schouders en wegen 1,75 tot 4,2 kilogram.

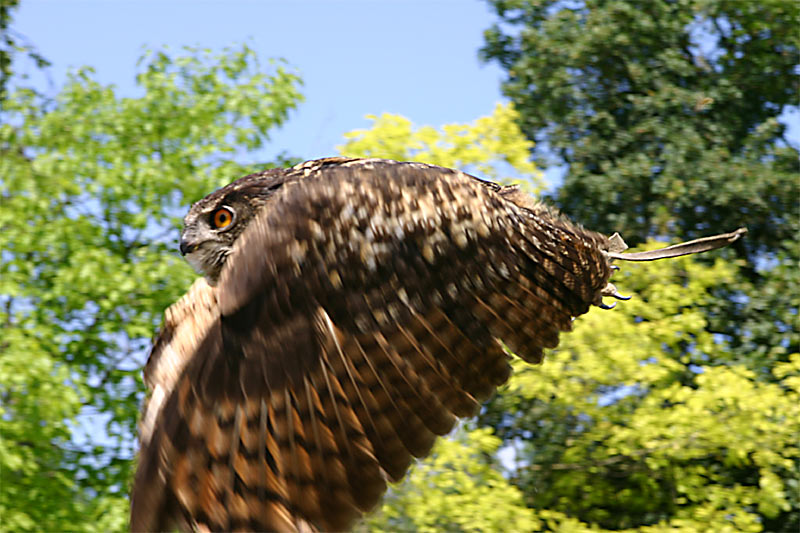
Vliegbeeld van de oehoe

De maximale leeftijd in de natuur is ongeveer 20 jaar. In gevangenschap kunnen ze aanzienlijk ouder worden.  Vrouwtjes vallen, al rustend op een uitkijkpost, vrijwel direct op door hun ietwat afhangende verenkleed, dat 'te groot' lijkt. Mannetjes maken over het algemeen een 'atletische' indruk met vleugels die strak op het lijf gedragen worden.
De oehoe is door zijn grootte, zijn massieve lichaam en dikke kop met geen andere uilensoort in Europa te verwarren. Kenmerkend aan het gezicht van de oehoe zijn de grote ogen en de vaak lange oorpluimen. De oogkleur varieert van felgeel tot vuur-oranje. De oorpluimen zijn overwegend zwart van kleur en worden gevormd door een groepje veren die door een aparte spier op het hoofd worden bewogen. De snavel is zwart en ligt verzonken in een witgevederde huidplooi; de keelplooi.
Het verenkleed is overwegend geel-bruin van kleur met zwarte accenten. De zwarte accenten treden op de rug en de bovenzijde van de vleugels het meest naar voren. Op de borst is het verenkleed kenmerkend okergeel gekleurd en met een witte vlek. De poten van de oehoe eindigen in fors geklauwde tenen. De klauwen zijn gemiddeld zo'n 2–4 cm lang en zijn in staat zeer uiteenlopende prooien te grijpen.

## Zintuigen
De oren bevinden zich niet bij de zogenaamde oorpluimen maar aan de zijkant van de kop, en zijn asymmetrisch, niet op dezelfde hoogte. Oehoes zijn, in tegenstelling tot andere uilen, niet dagblind, en zien dus ook goed overdag. De ogen zijn heel lichtgevoelig en kunnen ‘s nachts uitstekend zien. De ogen kunnen niet bewegen in de oogkassen, maar de oehoe heeft 14 halswervels en kan daardoor de kop volledig naar achter draaien. Door de combinatie van een bijzonder goed gehoor en zicht kan de oehoe kleine prooien van veraf opsporen.

## Voedsel
De oehoe is een echte opportunist als het om voedsel en broedgedrag gaat. Opvallend is zijn voedselvoorkeur voor de tragere vogels in Nederland. Veldmensen en mensen die nabij oehoe-nesten wonen, spreken van een dier 'dat alles wegvangt dat in de nabije omgeving te halen valt'. In Nederland gaat het daarbij om zwarte kraaien, eksters, roeken, kauwen, gaaien, houtduiven, rotsduiven, alle (tragere) roofvogels, alle uilensoorten, muizen en ratten, hazen en konijnen, egels, jonge fazanten, marterachtigen en jonge vossen. Men kan stellen dat de enige vijand van de oehoe de mens is. Houtduiven, muizen, ratten, egels en kraaiachtigen vormen het voornaamste basisvoedsel van de oehoe in Nederland.
In de uitgestrekte, grote natuurgebieden van Europa leeft de oehoe onder andere van muizen, egels, vissen(!), hazen, patrijzen, duiven, eenden, hagedissen, hamsters, kikkers, (zee-)krabben, regenwormen en kevers.

## Jachttechnieken
De oehoe is als opportunistisch jager net zo verrassend voor zijn onderzoekers als voor zijn prooien. De oehoe overvalt kraaiachtigen, roofvogels en uilen op hun slaapplaatsen, na hen eerst enige tijd gade te hebben geslagen vanaf een gedekte uitkijkplaats. De oehoe kan urenlang muisstil op een uitkijkplaats blijven zitten 'roesten' tot er een grote prooi langs komt kruipen. In een duikvlucht vat de uil de prooi dan meestal in het nekvel om het op de plukplaats te ontdoen van veren en huid. Egels worden vakkundig ontdaan van hun gestekelde vacht; de oehoe 'pelt' egels met behulp van een nog onbekende techniek uit hun huid. Door de lange klauwnagels, deert de stekelige vacht van de egel de oehoe nauwelijks.
De oehoe is zelfs in staat om jonge vossen te slaan en in zijn geheel al vliegend, mee te sleuren naar de plukplaats. In magere tijden kan de oehoe ook lange tijd van aas leven. Daarbij lijkt er een duidelijke voorkeur te bestaan voor hertachtigen, zoals edelhert en ree.

## Voortplantingsgedrag
Na een jaar zijn de vogels geslachtsrijp. Het is echter pas in het derde levensjaar dat de oehoe-jongen zich voldoende vaardigheden eigen hebben gemaakt om zich in de vrije natuur voort te planten. Oehoes zijn niet monogaam. Vermoedelijk onderhoudt het mannetje meerdere vrouwtjes in een territorium gedurende de voortplantingsperiode.
In oktober spreken onderzoekers van de najaarsbalts. De mannetjes zetten dan de territoria af door middel van luidkeelse roepen, waarbij de witte keelplooi opgezet wordt. Tevens worden dan de oorpluimen opgericht. Onduidelijk is nog of het 'onderhoud' van de territoria door de mannetjes na de najaarsbalts op enige andere wijze voortgezet wordt.
De eigenlijke balts vindt in februari en maart plaats. Mannetjes zingen dan intensief en voeren eveneens demonstratievluchten uit, die als doel hebben de vrouwtjes te imponeren. De mannetjes wijzen de uiteindelijke broedlocatie aan, die vaak op rotsachtige richels gelegen is. Het mannetje voert ook vaak vers gevangen prooien aan vrouwtjes ter imponering.
De paring vindt vaak plaats op prominente plaatsen in het landschap, zoals uitstekende rotsrichels, boomtoppen of hoge palen.
In het voorjaar worden twee tot vier eieren gelegd. Het vrouwtje broedt alleen en kleedt de nestkom nauwelijks aan met dons. Het mannetje speelt met name de eerste weken een belangrijke rol. Hij voorziet het vrouwtje van voedsel. Meestal vindt de voedseloverdracht in de broedtijd plaats buiten het nest. Het vrouwtje is dan meestal niet langer dan 10 minuten van het nest. Ze verlaat haar broedsel gemiddeld een keer per etmaal. Soms twee keer. De oehoes jagen meestal in de schemering, maar als ze jongen hebben ook wel overdag. Er worden bij of in het nest vaak voorraden aangelegd.
Na ongeveer 34 dagen komen de grijswitte jongen uit. Al direct na de geboorte zijn de jongen in staat om zich buiten de nestkom te ontlasten. Na 28 a 30 dagen verlaten de jongen het nest. Ze kunnen dan lopen, springen en klimmen met behulp van vleugelslagen. Na een week of tien zijn ze geelbruin en kunnen ze vliegen. In de herfst verlaten ze het ouderlijk nest.

## Verspreiding van de oehoe
Oehoes leven in bossen en op vlakten, en zijn erg plaatstrouw. De oehoe komt voor in Noorwegen, Finland en de gordel van wouden in het midden en noorden van vrijwel geheel Eurazië en verder in het Nabije Oosten. In Afrika komen verwanten voor zoals de Afrikaanse oehoe (B. africanus), woestijnoehoe (B. ascalaphus) en Verreaux' oehoe (B. lacteus).
Er worden zestien ondersoorten onderscheiden:
- B. b. bubo: Europese oehoe van Scandinavië en Frankrijk tot westelijk Rusland.
- B. b. hispanus Rothschild & Hartert, 1910: het Iberisch Schiereiland.
- B. b. interpositus Rothschild & Hartert, 1910: van Turkije tot Bulgarije, Roemenië en zuidelijk Oekraïne.
- B. b. nikolskii Zarudny, 1905: van oostelijk Irak tot westelijk Pakistan.
- B. b. ruthenus Zhitkov & Buturlin, 1906: centraal, oostelijk en zuidelijk Europees Rusland.
- B. b. sibiricus (Gloger, 1833): Siberische oehoe van het Oeralgebergte van oostelijk Europees Rusland en westelijk Siberië tot centraal en zuidwestelijk Siberië.
- B. b. yenisseensis Buturlin, 1911: van centraal Siberië tot noordelijk Mongolië.
- B. b. jakutensis Buturlin, 1908: het noordelijke deel van Centraal-en noordoostelijk Siberië.
- B. b. turcomanus (Eversmann, 1835): van Kazachstan tot westelijk Mongolië en noordwestelijk China.
- B. b. omissus Dementiev, 1933: van noordoostelijk Iran en Turkmenistan tot westelijk China.
- B. b. hemachalana Hume, 1873: van de westelijke Himalaya tot westelijk Tibet.
- B. b. tibetanus Bianchi, 1906: Tibetaans Hoogland.
- B. b. tarimensis Buturlin, 1928: van het oostelijk Tarimbekken tot zuidelijk Mongolië.
- B. b. kiautschensis Reichenow, 1903: oostelijk China en Korea.
- B. b. ussuriensis Poljakov, 1915: van zuidoostelijk Siberië en oostelijk Mongolië tot noordoostelijk China en oostelijk Siberië.
- B. b. borissowi Hesse, 1915: Sachalin en de Koerilen.

### Voorkomen in België
De oehoe broedt in België in het wild in de Ardennen, vooral in verlaten open steengroeves. Incidenteel worden er ook in Vlaanderen oehoes waargenomen, al betreft het in dergelijke gevallen vaak ontsnapte, gekweekte exemplaren. In Vlaanderen is de oehoe uiterst zeldzaam. In 2005 werd het eerste broedgeval gemeld in Houthalen-Helchteren. In 2016 werd het Limburgse aantal broedparen geschat op zes à zeven. In 2015 broedde de oehoe succesvol in de provincies Vlaams-Brabant en Antwerpen, vanwaaruit de soort nog wat westelijker trok in 2016. Eind 2015 werd een oehoe gespot in het centrum van Antwerpen, sindsdien vertoeft het beest er regelmatig. Sinds 2012 nestelt een koppel oehoes in de ruïnes van de abdij van Villers (Waals-Brabant).

### Voorkomen in Nederland
De eerste keer dat een oehoe zich (na lange tijd) in Nederland vestigde, was in 1973. Deze oehoe leefde in de Donkere Duinen, een naaldbos vlak bij Den Helder. Het is onduidelijk of deze vogel was losgelaten of spontaan was komen aanvliegen. De oehoe werd in 1981 door een onbekend persoon neergeschoten. In 1997 kreeg de oehoe definitief voet aan de grond in Nederlands-Limburg, zonder hulp van mensen. Vermoedelijk was er sprake van spontane migratie vanuit Duitsland. In 2002 volgde vestiging in Gelderland. In 2004 waren er zes broedparen in Nederland. In 2010 volgde vestiging in Overijssel en het jaar daarop ook in Noord-Brabant. In 2020 werd het totaal aantal broedparen in Nederland geschat tussen de 46 en 50; anno 2024 zijn dat er mogelijk al meer dan honderd.

### Terror-oehoe
Een jaar lang werd de omgeving van Purmerend geconfronteerd met een agressieve oehoe. De vogel, die voor het eerst werd waargenomen op 14 maart 2014, was waarschijnlijk ontsnapt uit gevangenschap. Ze viel buitensporters en andere voorbijgangers lastig, waarbij zelfs vijftig mensen moesten worden behandeld op de Eerste Hulp. Op 13 maart 2015 werd de beschermde oehoe met een provinciale ontheffing gevangen door een valkenier en naar Artis gebracht. Uiteindelijk werd het dier in 2019 overgebracht naar een dierentuin in Roemenië.

## Status
De oehoe heeft een groot verspreidingsgebied en daardoor is de kans op de status kwetsbaar (voor uitsterven) uiterst gering. De grootte van de wereldpopulatie is in 2015 geschat op 100-500 duizend volwassen individuen. In Europa werd de populatie geschat op 18.500 tot 30.300 broedparen. Op wereldschaal gaat de oehoe in aantal achteruit. Echter, het tempo ligt onder de 30% in tien jaar (minder dan 3,5% per jaar). Om deze redenen staat de oehoe als niet bedreigd op de Rode Lijst van de IUCN.